# Ионанидзе, Зураб Давидович
Зура́б Дави́дович Ионани́дзе (груз. ზურაბ დავითის ძე იონანიძე; 2 декабря 1971, Кутаиси, Грузинская ССР, СССР) — грузинский футболист, нападающий.

## Карьера

### Игровая

#### Клубная
Играя за кутаисское «Торпедо», трижды становился чемпионом Грузии (1999/00, 2000/01, 2001/02). Дважды выигрывал спор бомбардиров (1999/00, 2002/03); в 2000, 2003 и 2006 годах признавался лучшим игроком национального чемпионата.
По состоянию на 2009 год Ионанидзе является лучшим бомбардиром чемпионатов Грузии за всю историю (216 голов) и единственным футболистом, достигшим рубежа 200 голов в национальном чемпионате.

#### В сборной
Дебютировал в сборной Грузии в 1996 году. Своей успешной игрой в чемпионате страны добился повторного вызова в сборную через 10 лет, в 34-летнем возрасте (2006).

## Тренерская
С января по июнь 2014 года являлся главным тренером клуба «Мерани» Мартвили.